# Diactor bilineatus
Espèce
Diactor bilineatus est une espèce d'insectes du sous-ordre des hétéroptères (punaises), de la tribu des Anisoscelini.

## Description
D'un vert bronzé avec deux lignes longitudinales jaunes qui s'étendent depuis l'extrémité de la tête jusqu'à celle de l'écusson. Dessous du corps avec des bandes transversales alternativement jaunes et d'un vert métallique. Antennes et pattes de la couleur du corps ; base des cuisses jambes et tarses jaunâtres ; foliole des jambes postérieures très large et arrondie ayant douze millimètres environ de diamètre d'un ferrugineux brunâtre avec deux taches jaunes à la base une tache semblable touchant le bord externe une tache vers le milieu de l'autre côté et quelques autres petites entre celle-ci et la précédente avec l'extrémité et le reste des jambes ainsi que les tarses jaunes.

## Systématique
- L'espèce Diactor bilineatus  a été décrite par l'entomologiste danois Johan Christian Fabricius en 1803 sous le nom initial de Lygaeus bilineatus[2].
- La localité type est : "America meridionali".
- Le syntype est déposé au ZMUC de Copenhague.

### Synonymie
- Diactor elegans (Perty, 1830)[3]
- Diactor latifolia (Serville, 1831)